# Eliot Teltscher
Eliot Teltscher (ur. 15 marca 1959 w Palos Verdes Estates) – amerykański tenisista, zwycięzca French Open 1983 w grze mieszanej, zdobywca Pucharu Davisa 1982.

## Kariera tenisowa
Zawodowym tenisistą Teltscher był w latach 1977–1988. W tym czasie wygrał dziesięć turniejów rangi ATP World Tour w grze pojedynczej i osiągnął czternaście finałów. W grze podwójnej triumfował w czterech imprezach ATP World Tour i przegrał dziesięć finałów, w tym finał French Open 1981 wspólnie z Terrym Moorem. Startował również w zawodach mikstowych, triumfując we French Open 1983 razem z Barbarą Jordan.
W latach 1982–1983, 1985 reprezentował Stany Zjednoczone w Pucharze Davisa, notując bilans pięciu zwycięstw i czterech porażek w meczach singlowych. Podczas edycji 1982 Amerykanie sięgnęli po trofeum pokonując w finale Francję 4:1. Teltscher nie zagrał w finale, startował jednak w pierwszej rundzie i ćwierćfinale.
W rankingu gry pojedynczej Teltscher najwyżej był na 6. miejscu (7 maja 1982), a w klasyfikacji gry podwójnej na 38. pozycji (26 sierpnia 1985).

### Finały w turniejach wielkoszlemowych

#### Gra podwójna (0–1)
| Końcowy wynik | Nr | Data           | Turniej            | Nawierzchnia | Partner    | Przeciwnicy                    | Wynik finału  |
| ------------- | -- | -------------- | ------------------ | ------------ | ---------- | ------------------------------ | ------------- |
| Finalista     | 1. | 7 czerwca 1981 | French Open, Paryż | Ceglana      | Terry Moor | Heinz Günthardt Balázs Taróczy | 2:6, 6:7, 3:6 |

#### Gra mieszana (1–0)
| Końcowy wynik | Nr | Data           | Turniej            | Nawierzchnia | Partnerka      | Przeciwnicy                 | Wynik finału |
| ------------- | -- | -------------- | ------------------ | ------------ | -------------- | --------------------------- | ------------ |
| Zwycięzca     | 1. | 5 czerwca 1983 | French Open, Paryż | Ceglana      | Barbara Jordan | Leslie Allen Charles Strode | 6:2, 6:3     |